# Neoaliturus opacipennis
Neoaliturus opacipennis är en insektsart som beskrevs av Lethierry 1876. Neoaliturus opacipennis ingår i släktet Neoaliturus och familjen dvärgstritar. Inga underarter finns listade i Catalogue of Life.